# Eurocopter AS350 Écureuil
El Eurocopter AS350 Écureuil, actualment Airbus Helicopters H125, és un helicòpter utilitari lleuger unimotor originalment dissenyat i fabricat a França per Aérospatiale i Eurocopter (actualment Airbus Helicopters). A Nord-amèrica, es comercialitza amb el nom d'AStar. L'AS355 Écureuil 2 n'és una variant bimotor que a Nord-amèrica es comercialitza amb el nom de TwinStar. El Eurocopter EC130 és un derivat de l'estructura de l'AS350 i el fabricant el considera part de la família Écureuil d'helicòpters unimotors.